# Eliasro (naturreservat)
Eliasro är ett naturreservat i Arvidsjaurs kommun i Norrbottens län.
Området är naturskyddat sedan 2009 och är 1,4 kvadratkilometer stort. Reservatet omfattar ett moränlandskap med många tjärnar daribland Eliasrotjärnen och små myrar och med torpet Eliasro i nordost. Reservatet består av gammal och gles tallnaturskog.